# ジャフロン

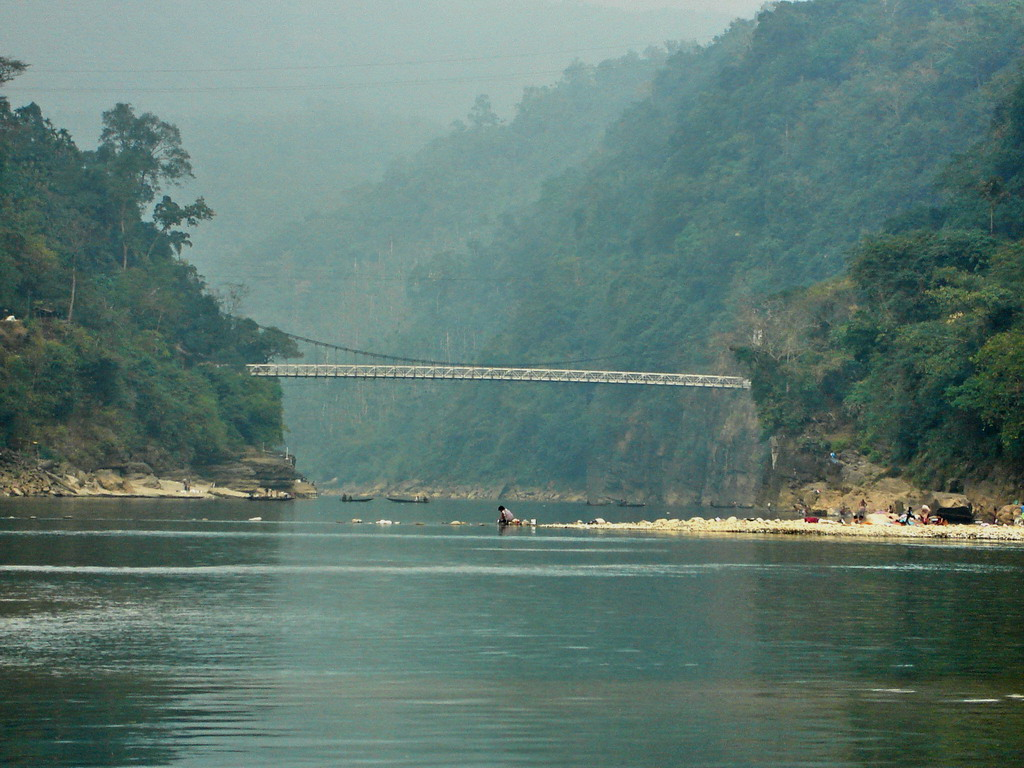
ピヤイン川

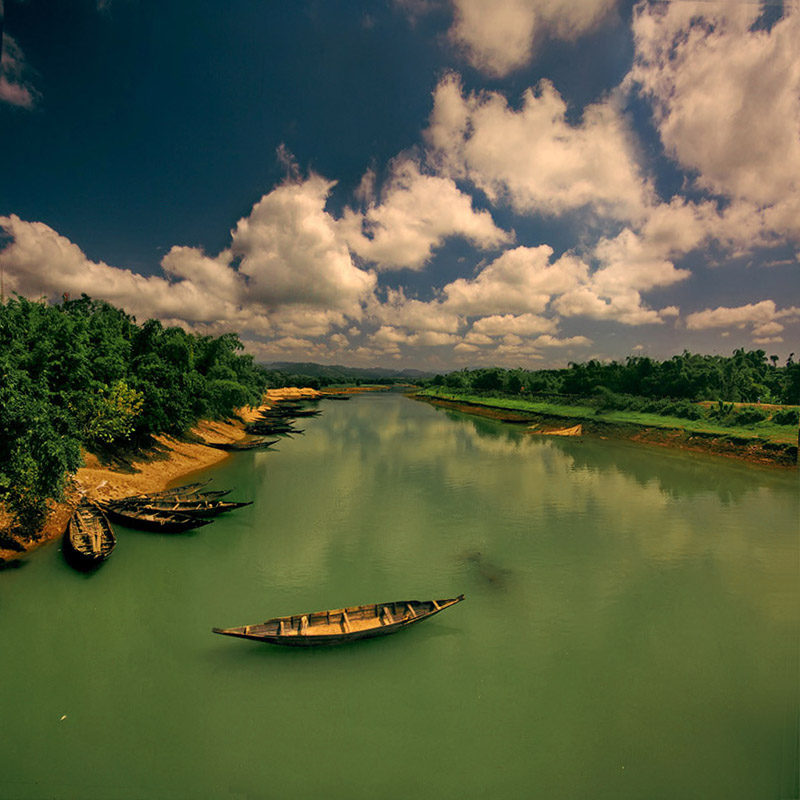
ジャフロンの自然環境

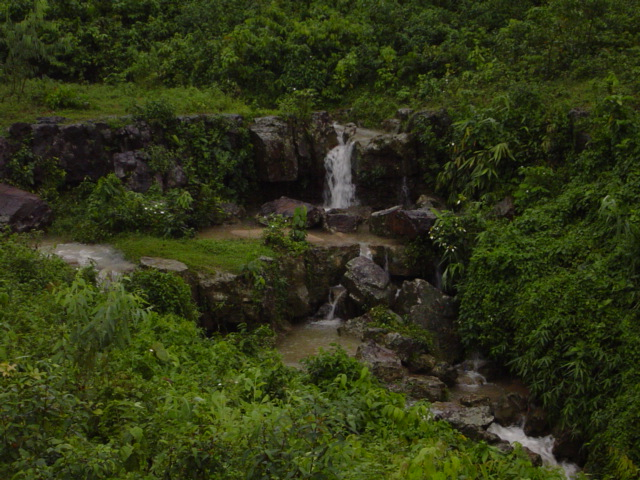
Aakhta Fall（ジャフロン）

ジャフロン （シロティ・ナグリ文字: ꠎꠣꠚꠟꠋ ）はバングラデシュ のシレット管区にある観光地・避暑地である 。 シレット県の Gowainghat Upazilaに位置し、 バングラデシュとインドのメーガーラヤ州との国境に位置する。 ジャフロンは石のコレクションで知られており、 カーシ族の本拠地である 。 

## 地理
ジャフロンはシレット地区の観光スポットである。シレットから約60 km、車で2時間の所にある。 ジャフロンは茶園と丘に囲まれていた。 カシア山の周りのサリ川のそばに位置している。 

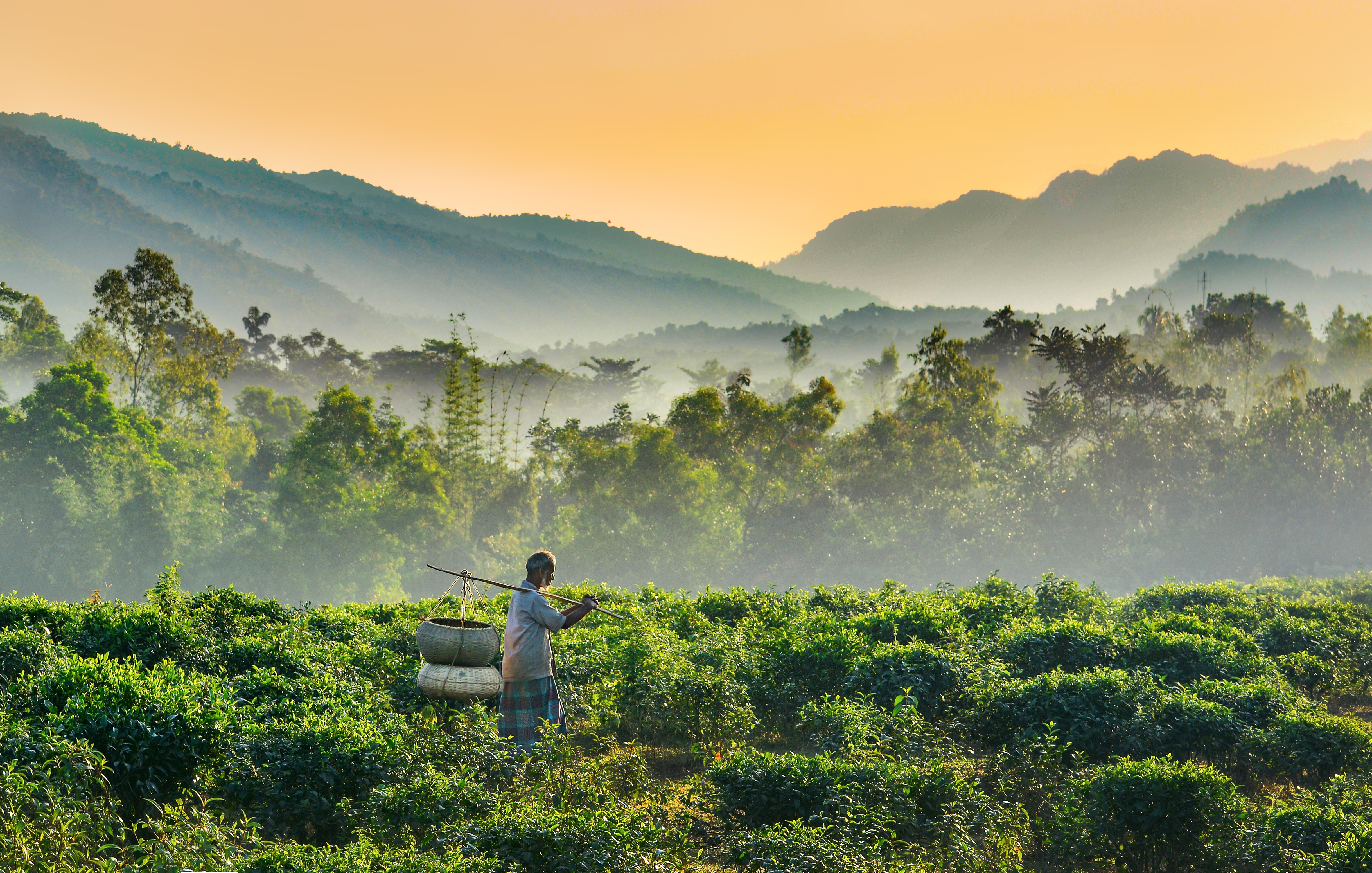
茶畑

## 観光スポット

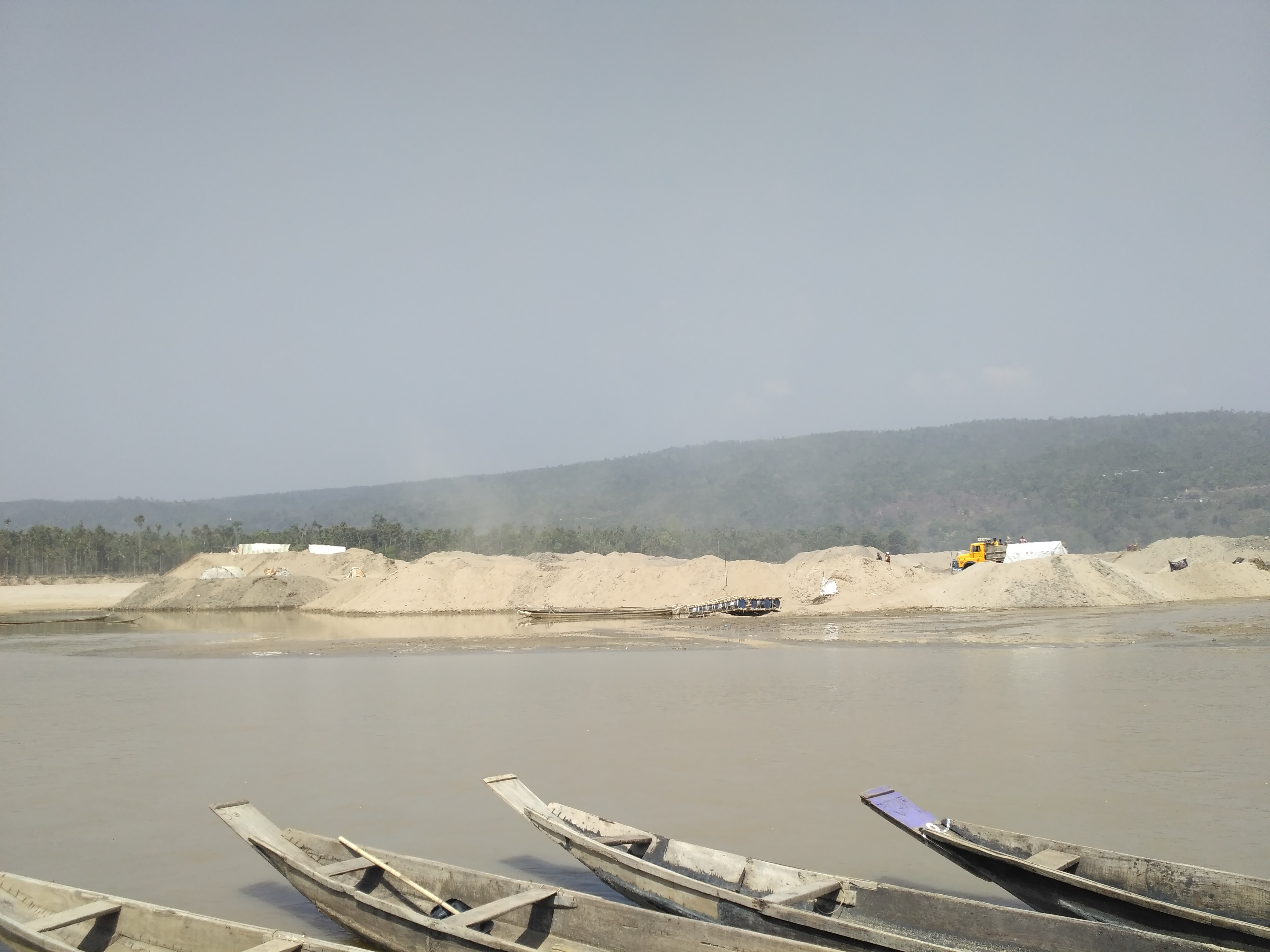
ジャフロンの川の眺め

- ローリングストーンのコレクション
- 多彩な部族生活
- カシア・ラジバリ（王の宮殿）
- ダウキ川とピヤイン川（英語版）[3] [4]
- 茶園
- オレンジとジャックフルーツの庭園
- キンマの葉とアレカナッツの庭園
- ダウキバザール

## ギャラリー

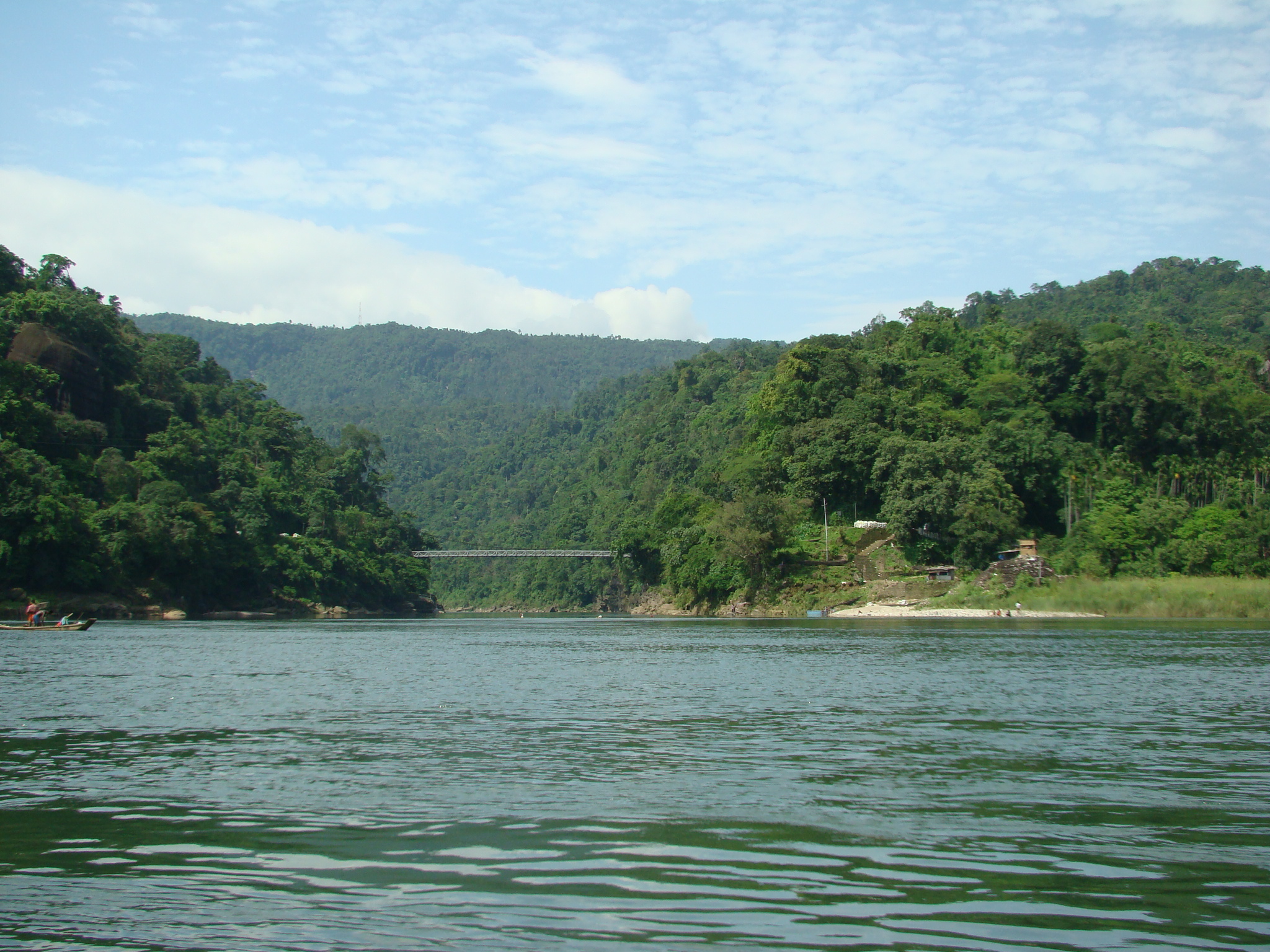
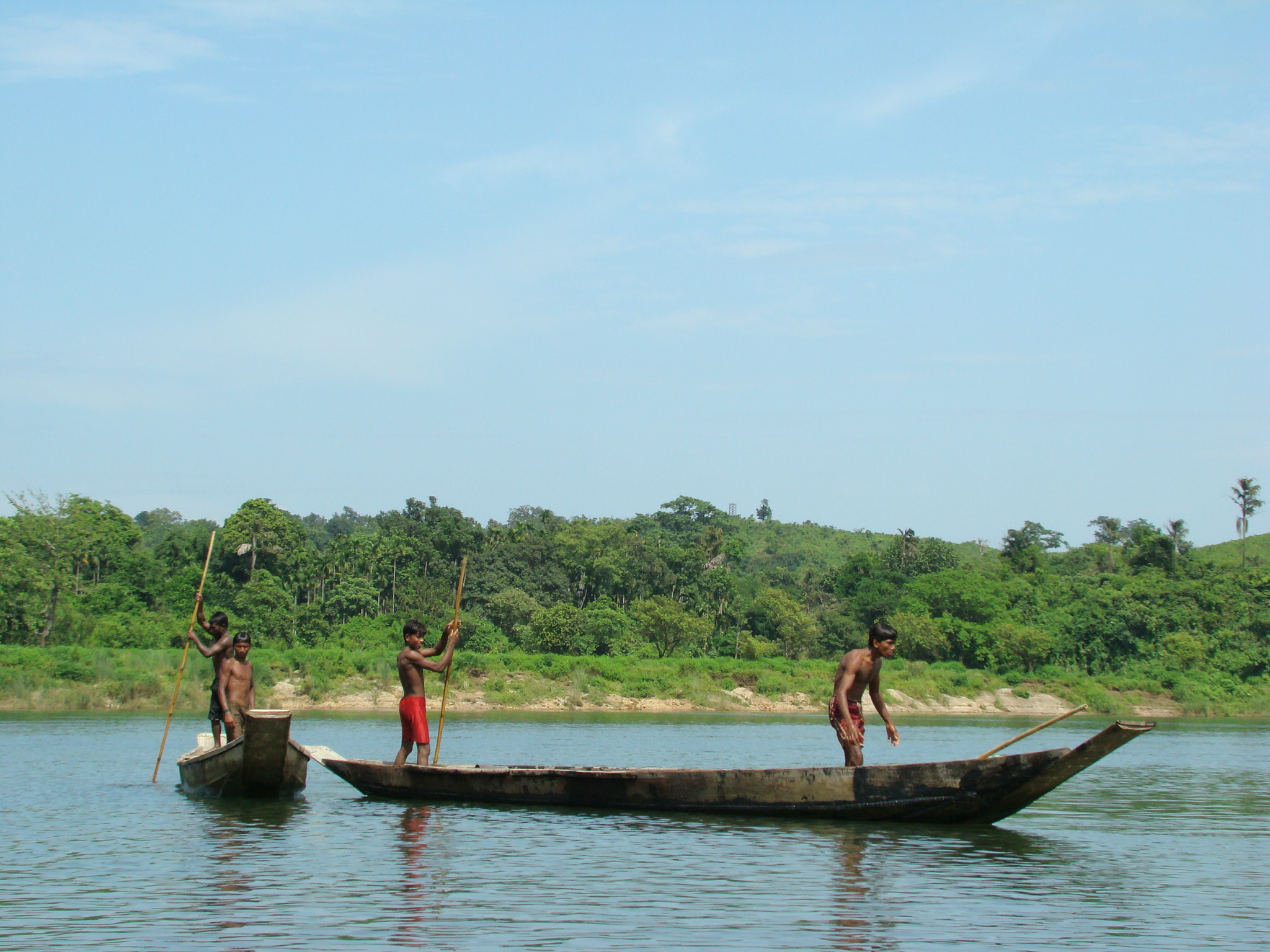
ボート
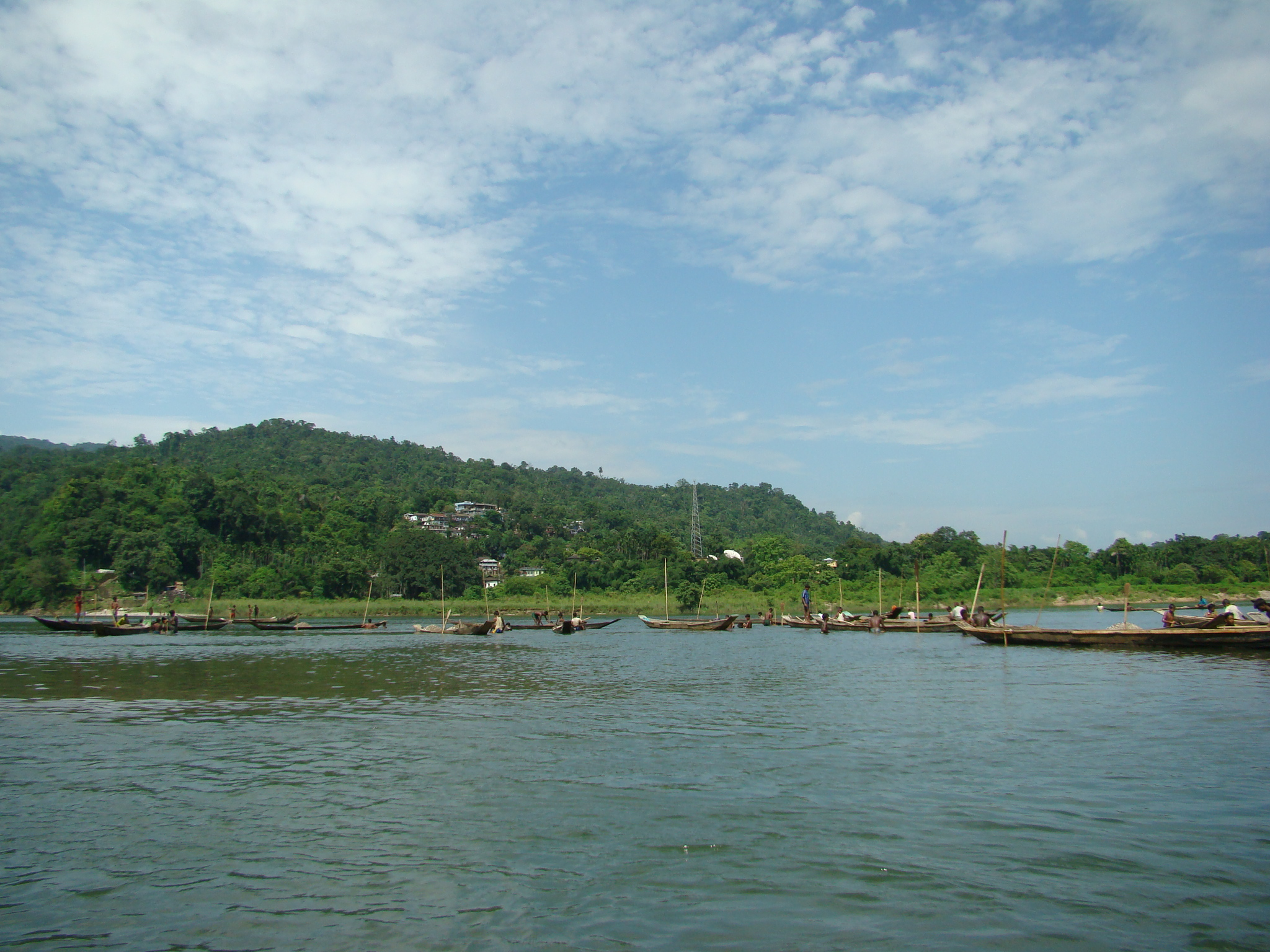
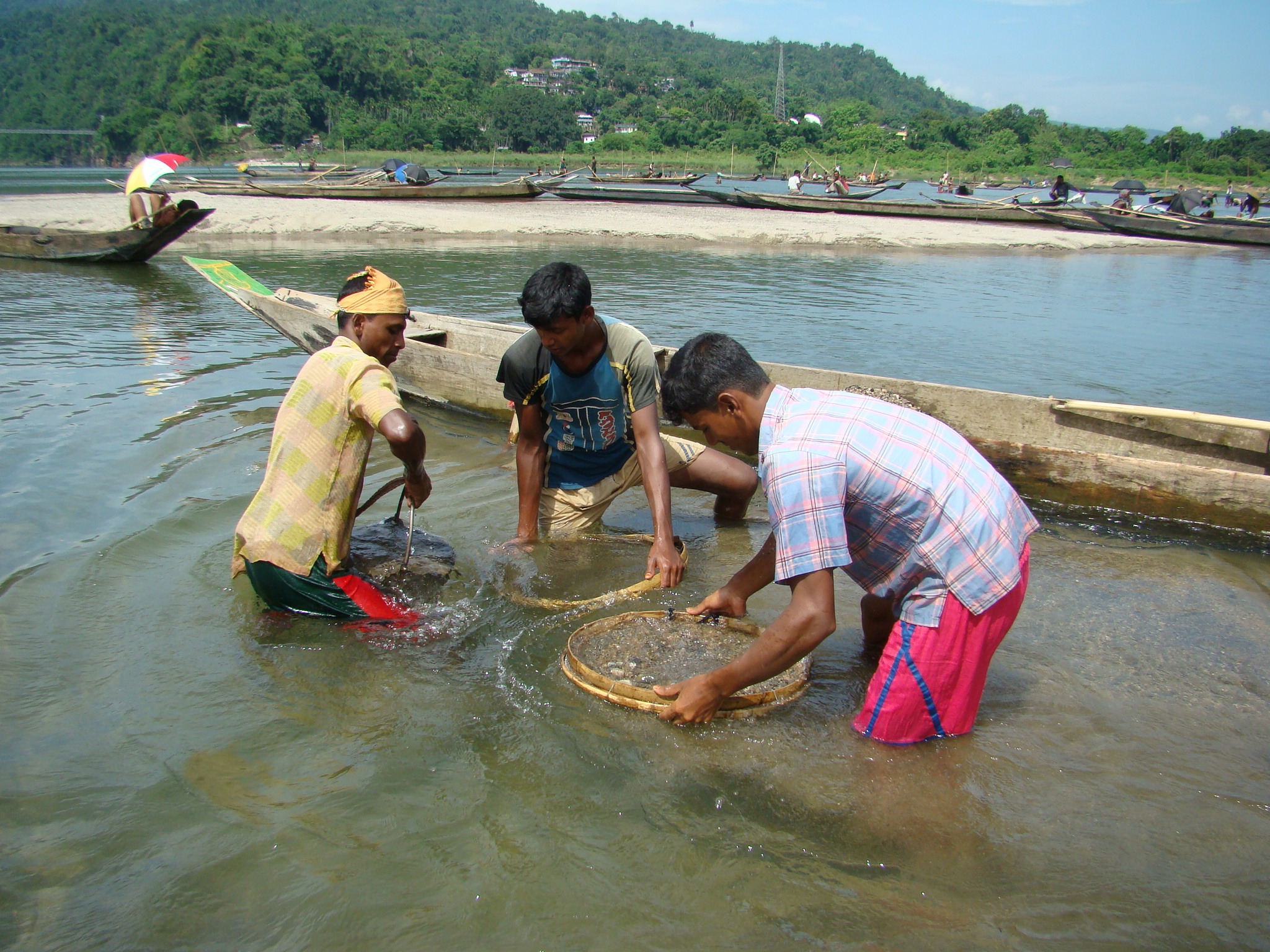
石の採集
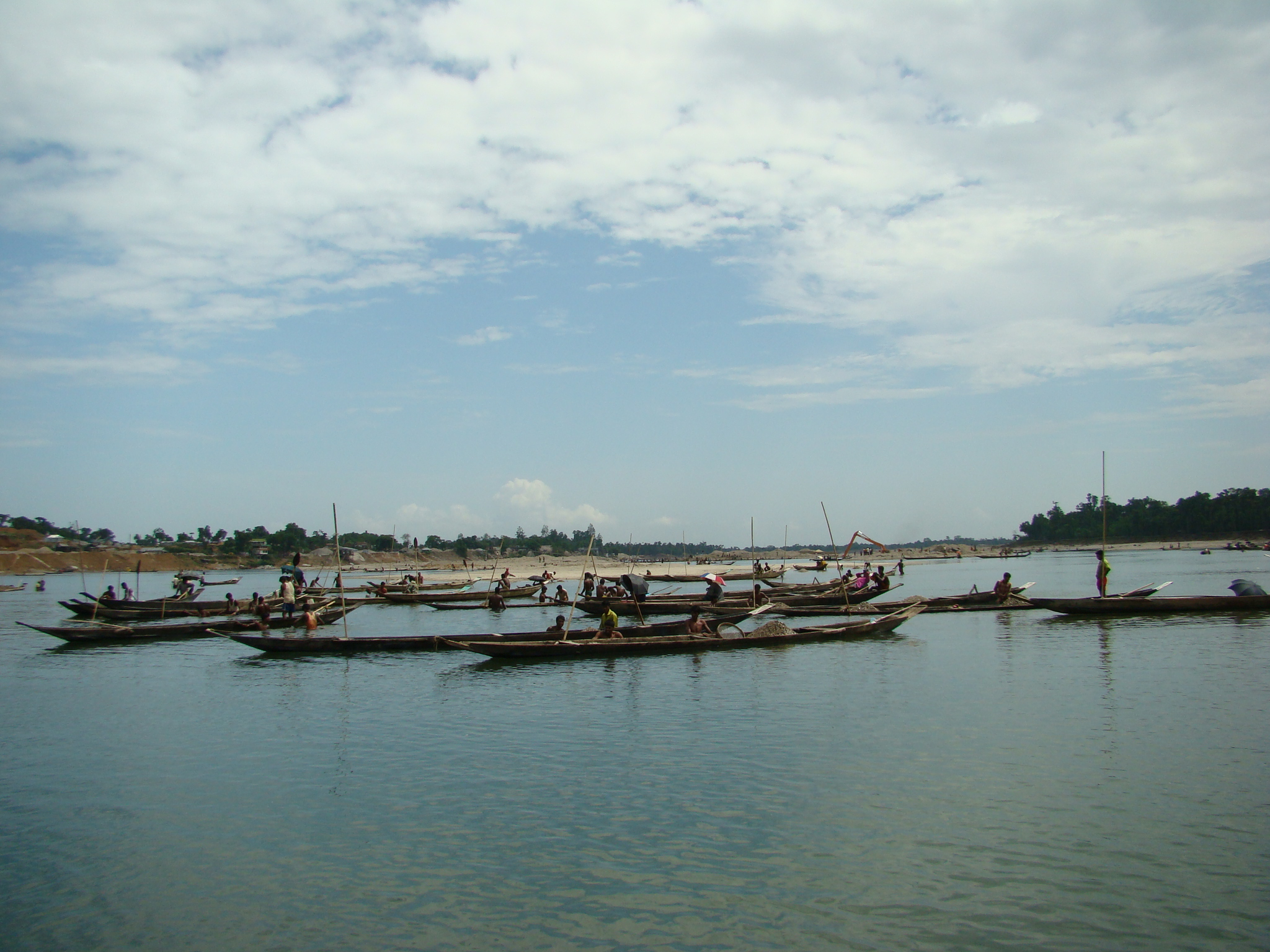
ボート
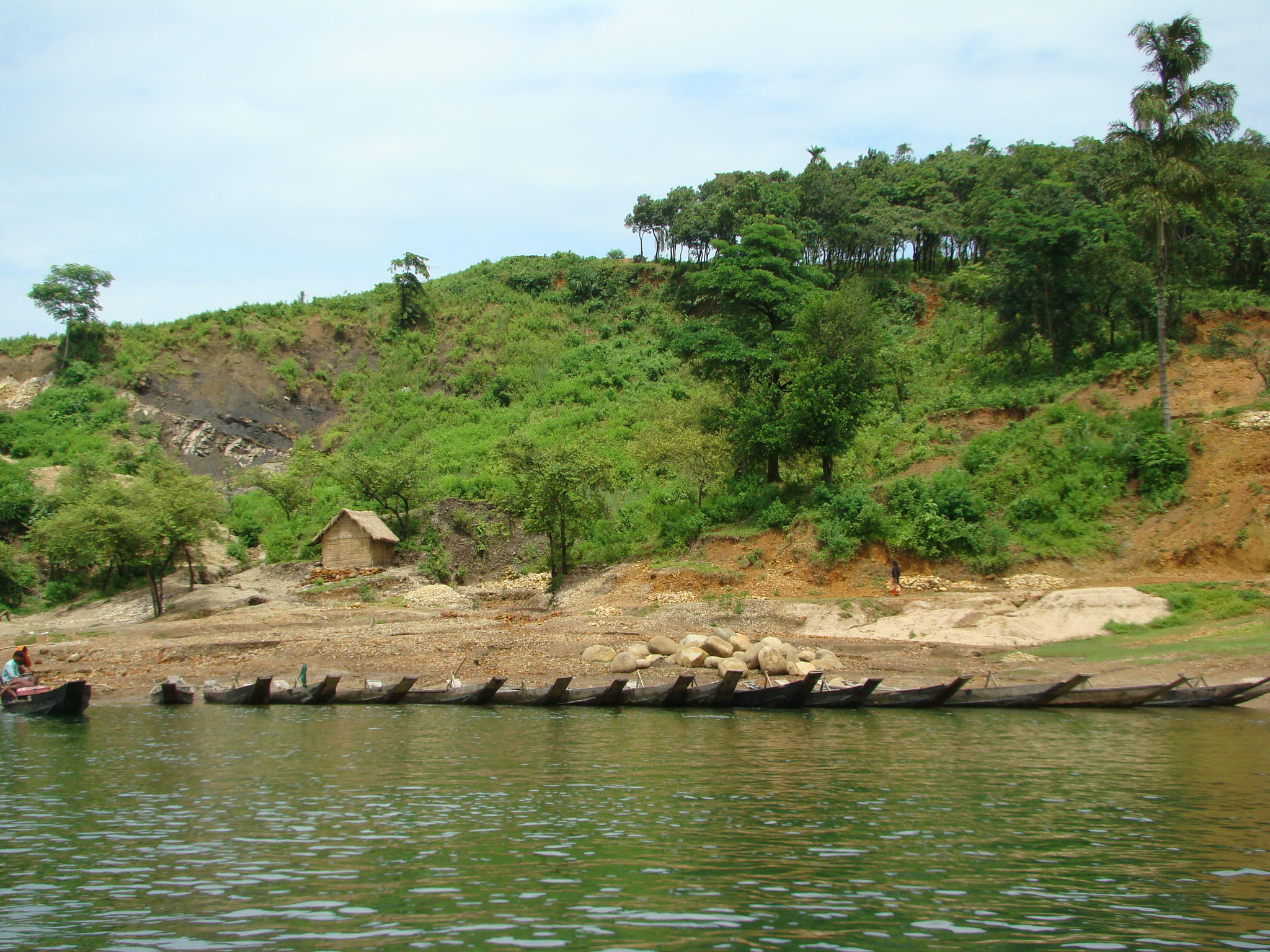
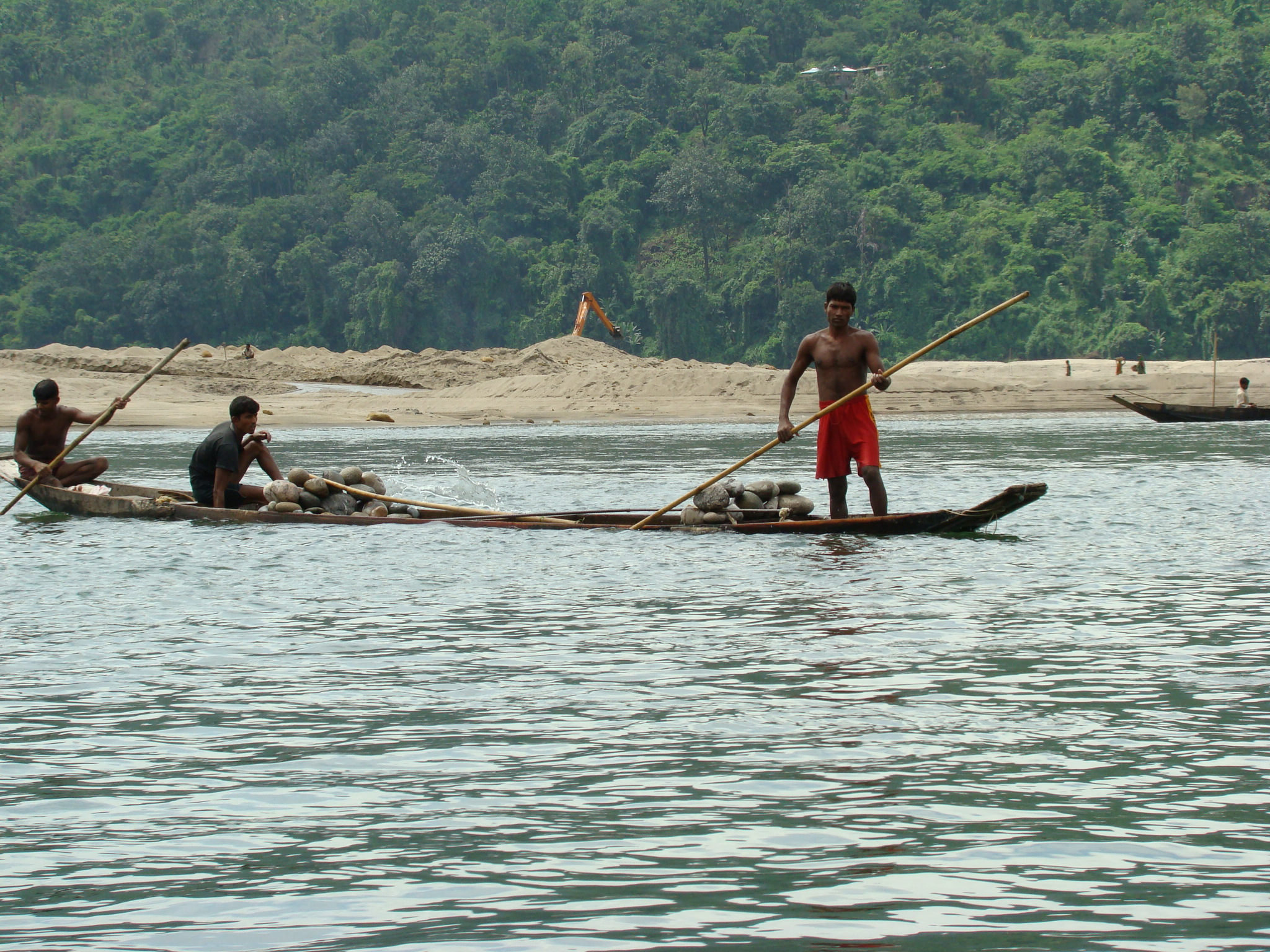
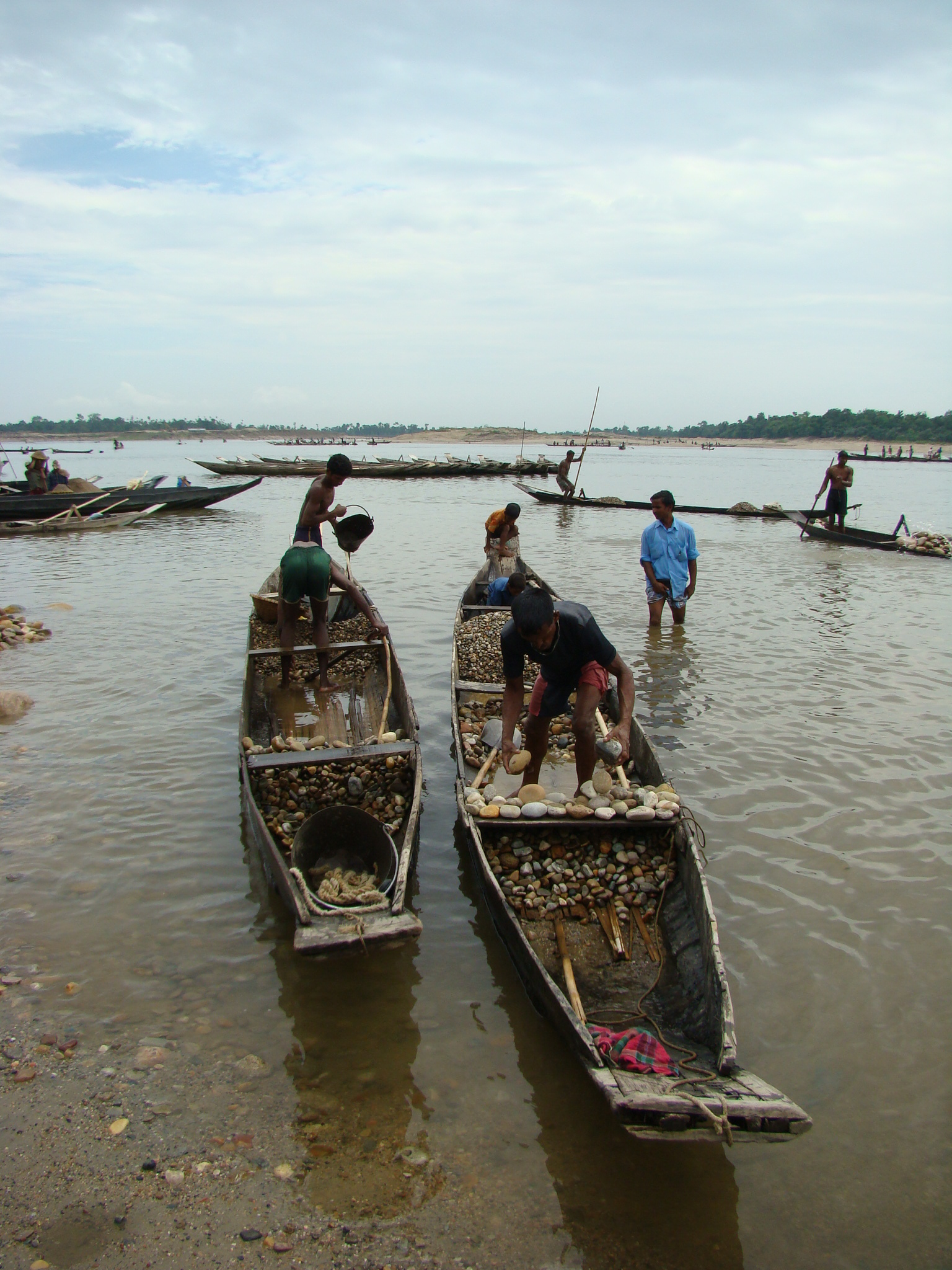
ボート
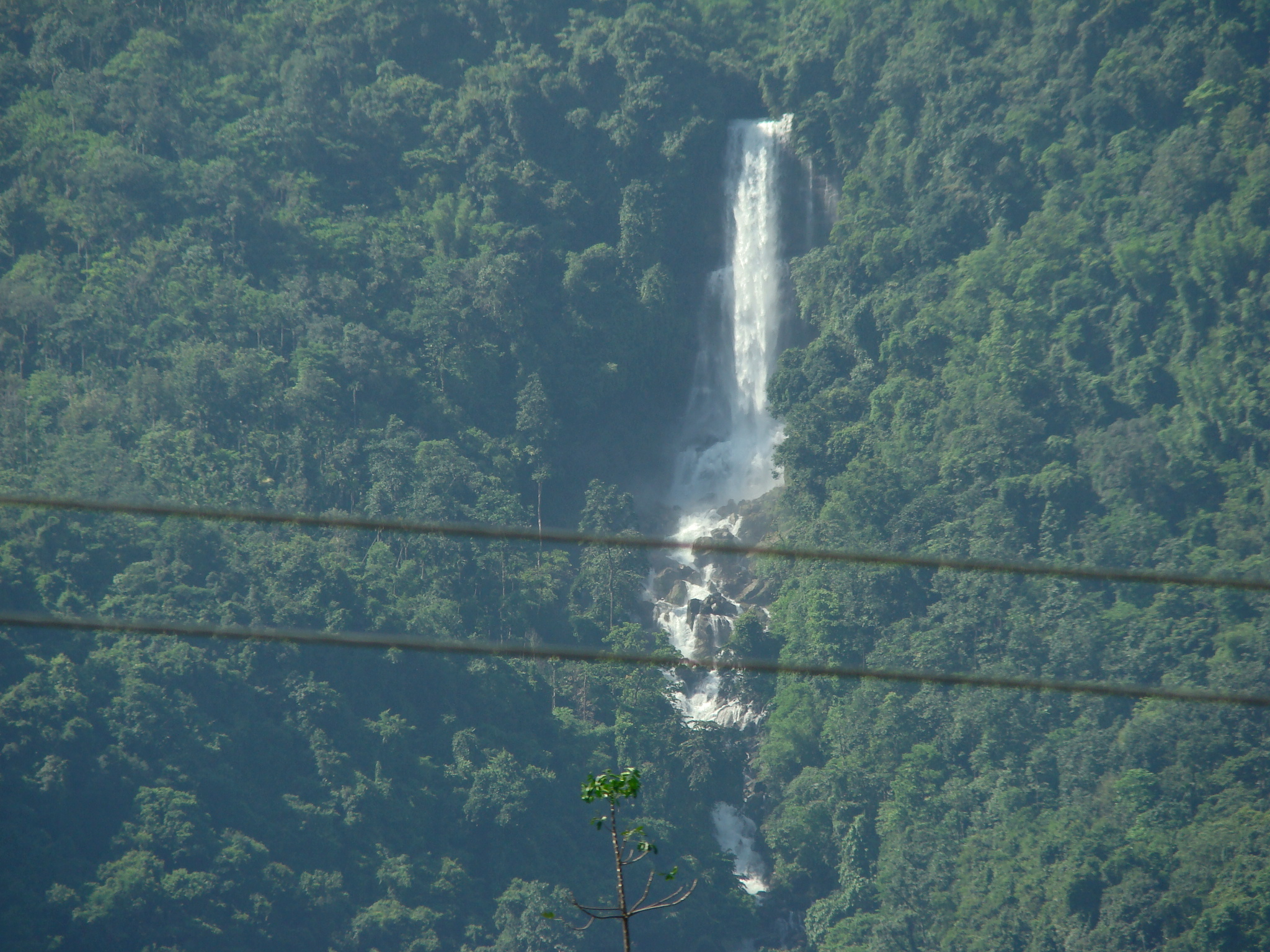
ジャフロンへ向かう滝
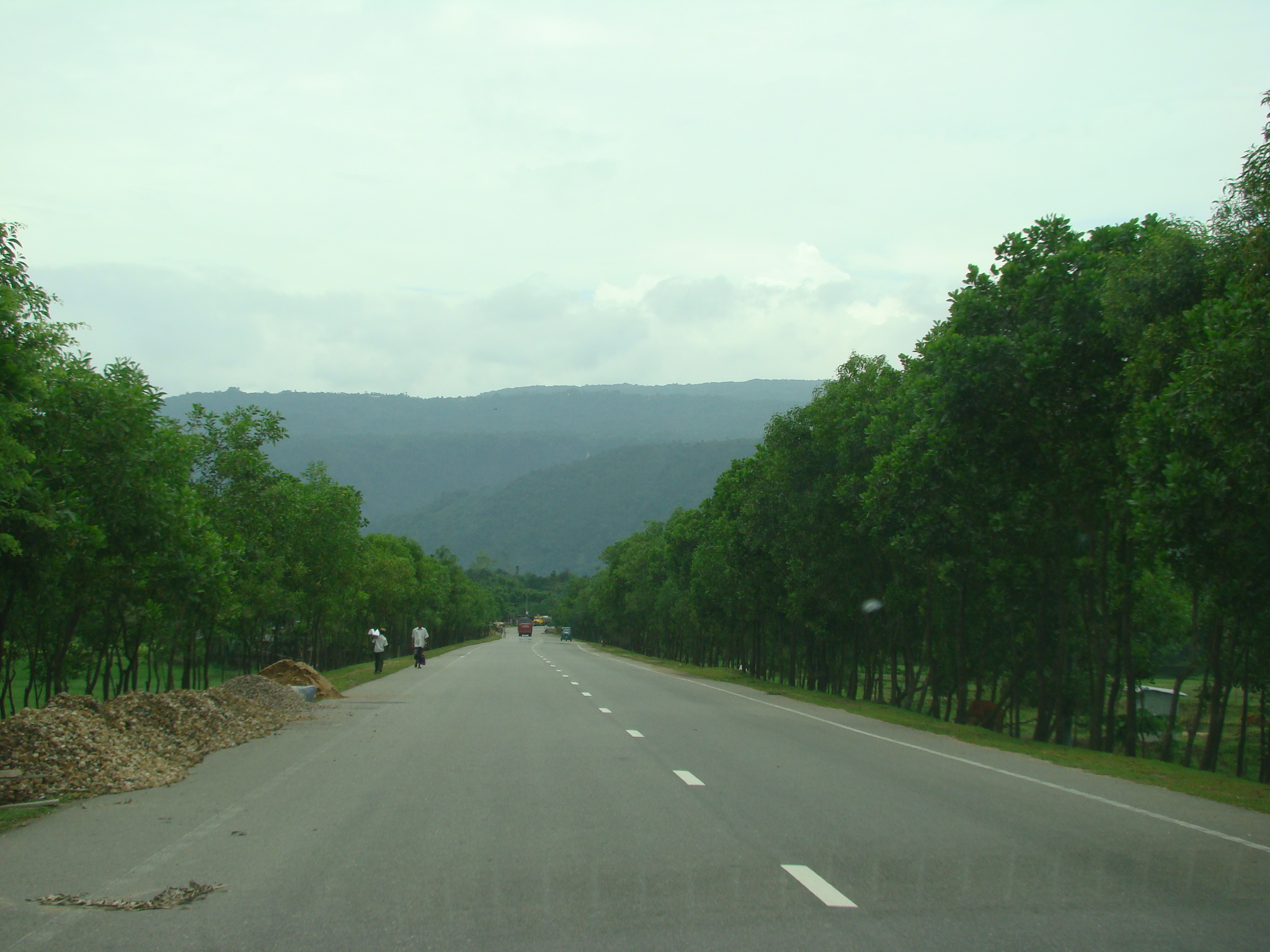
ジャフロンへの道
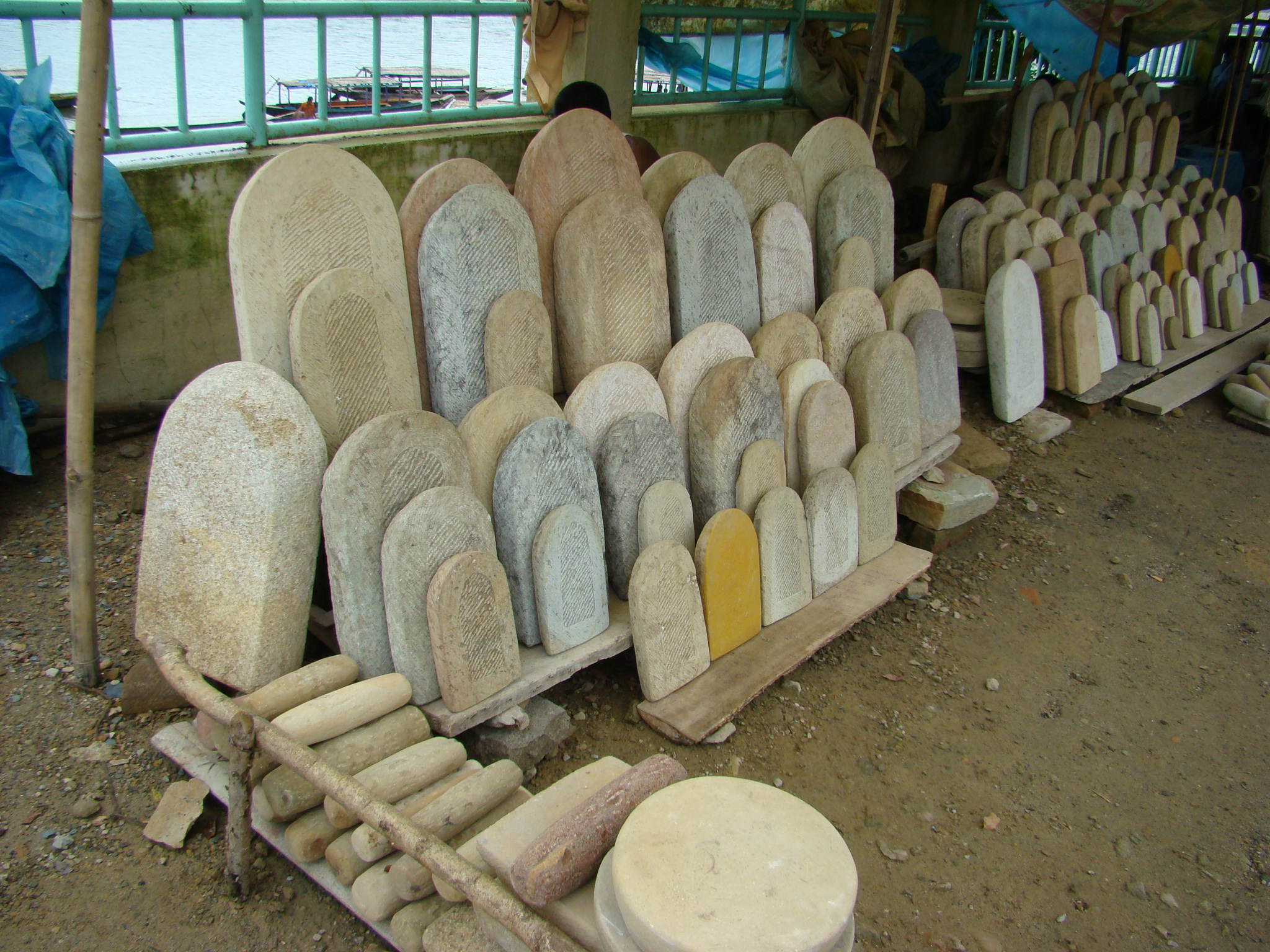
販売されている石臼
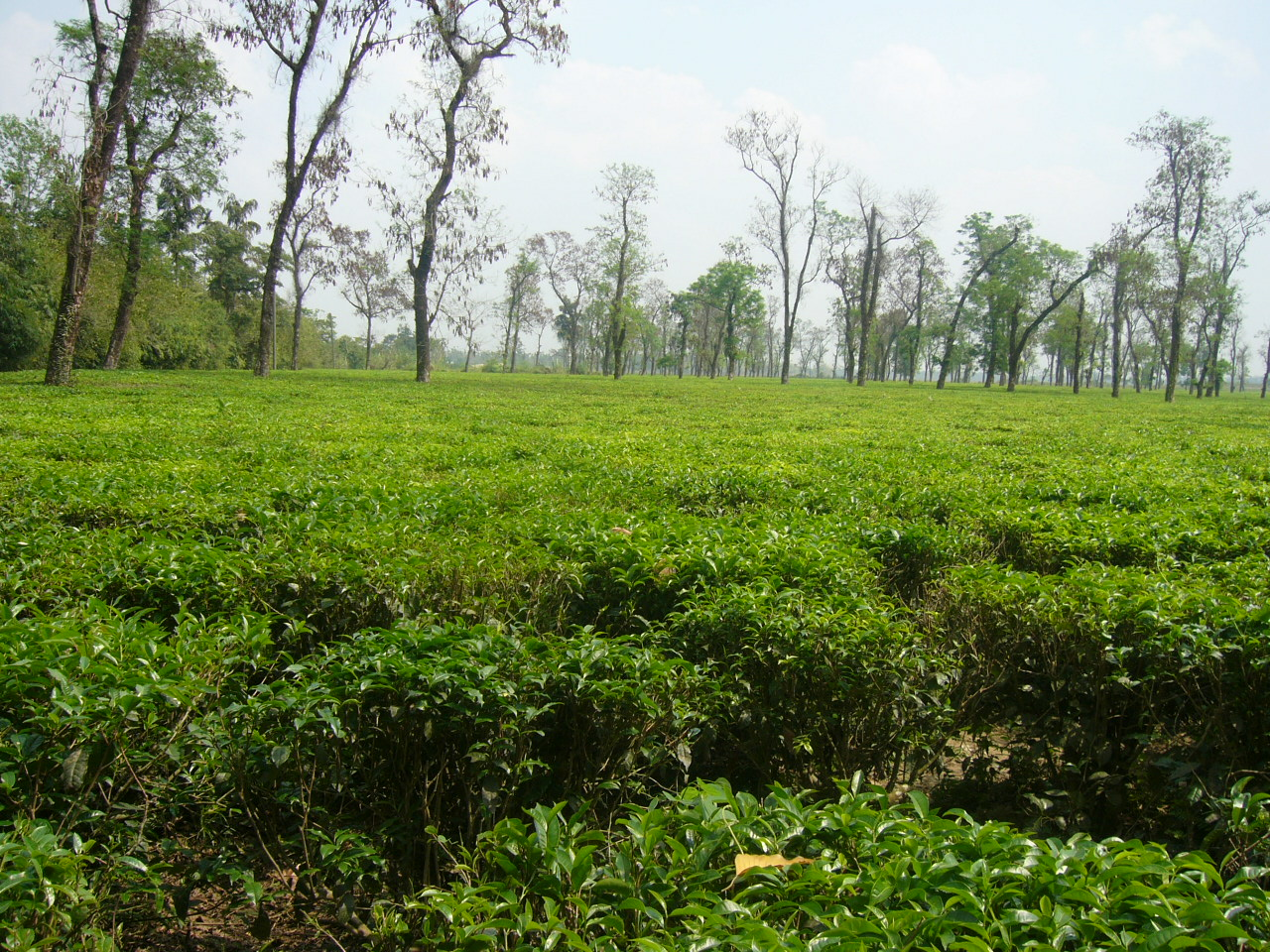
ジャフロンの茶畑
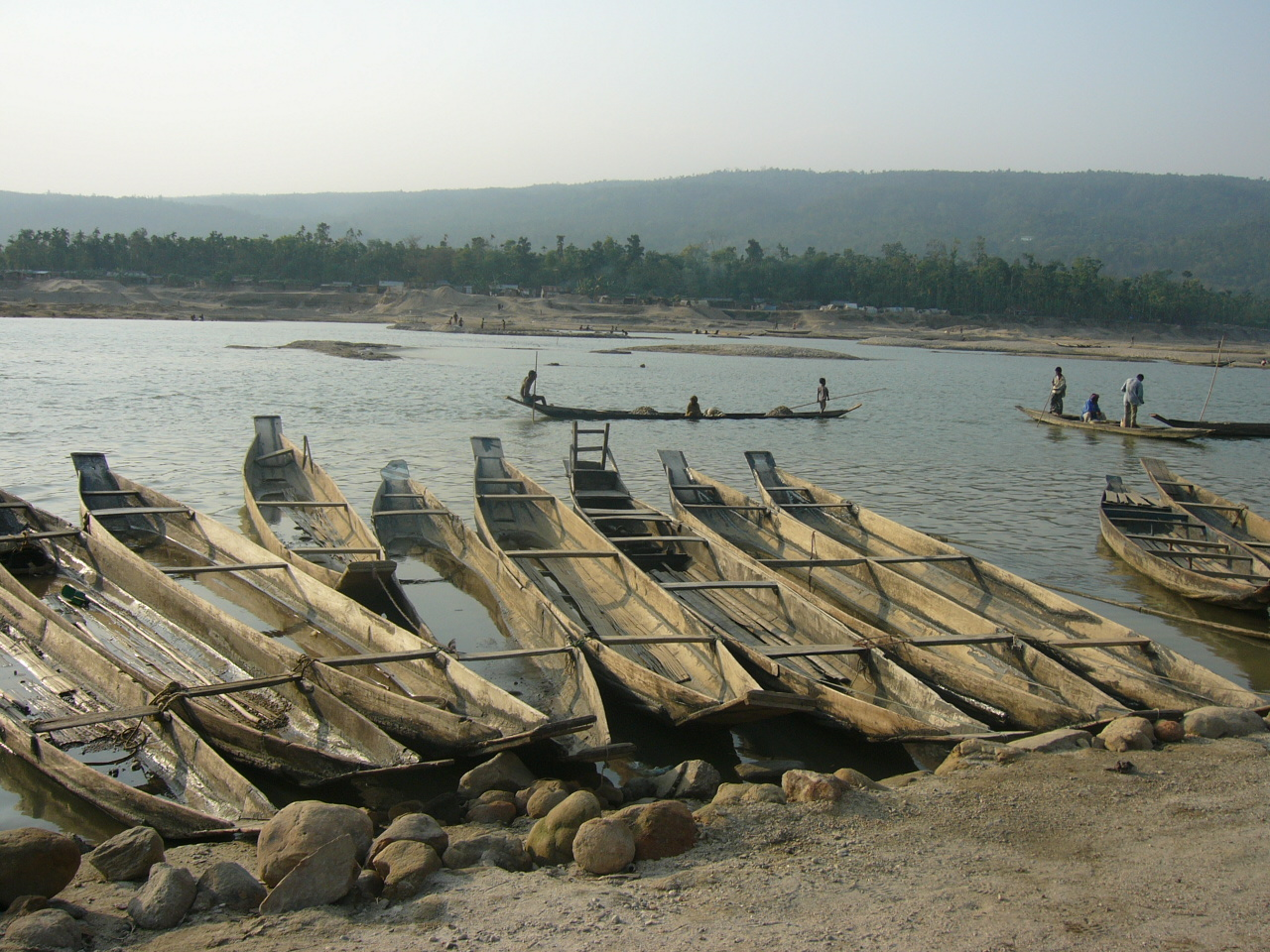
ボート
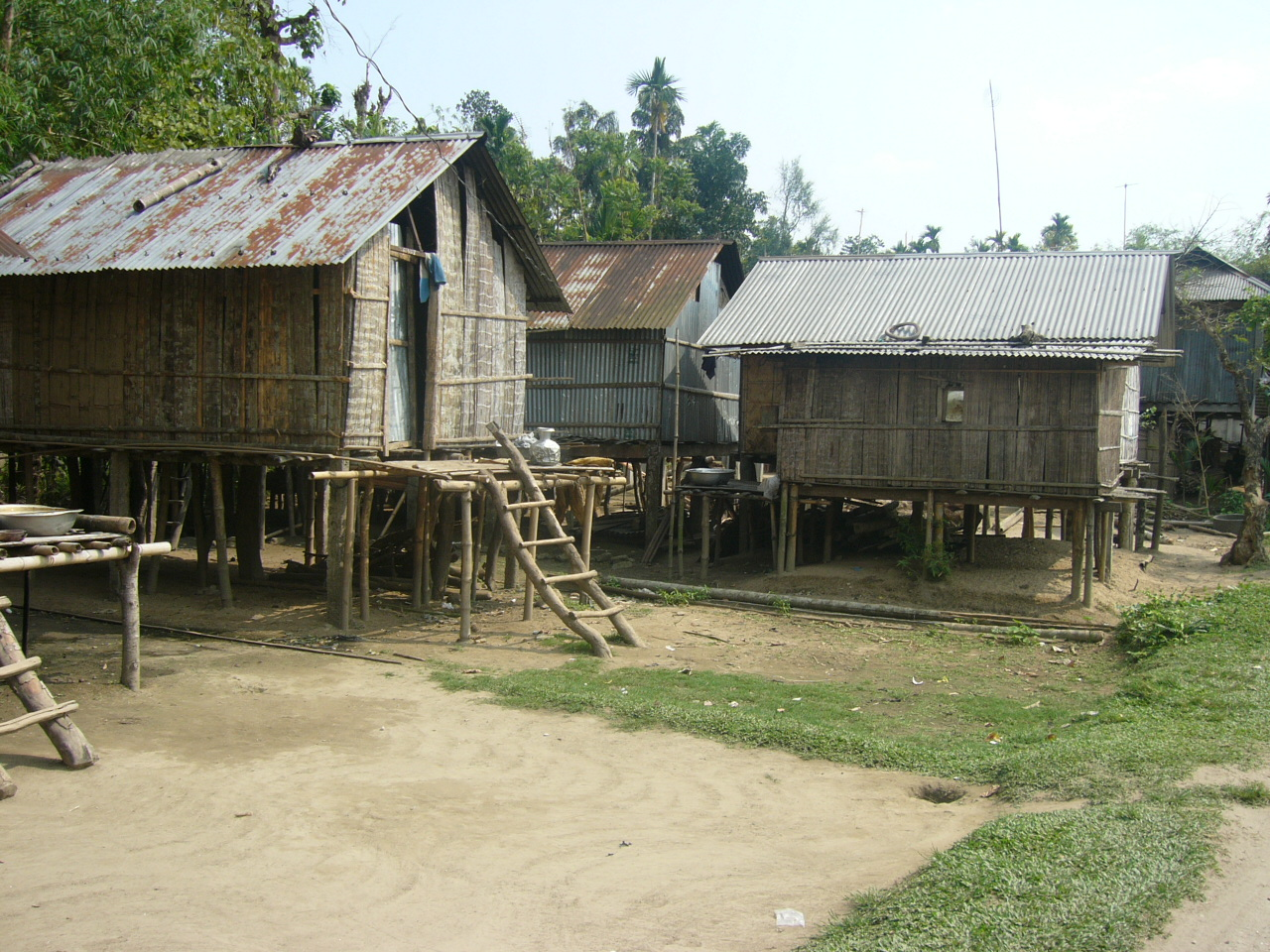
カシア族の住居